# Spider-Man
Spider-Man, traducido en ocasiones como Hombre Araña, es un superhéroe de los cómics estadounidenses publicados por Marvel Comics. Creado por el guionista y editor Stan Lee y el artista Steve Ditko, apareció por primera vez en la antología Amazing Fantasy #15 (agosto de 1962) durante la Edad de Plata del Cómic. Considerado uno de los superhéroes más populares y de mayor éxito comercial, ha aparecido en cómics, series de televisión, películas, videojuegos, novelas y obras de teatro.
Su creación se remonta a principios de la década de 1960 como respuesta al creciente interés del público adolescente en los cómics y el éxito de Los 4 Fantásticos. Tras su primera aparición en Amazing Fantasy, Marvel decidió producir una serie individual titulada The Amazing Spider-Man, cuyo ejemplar inicial salió a la venta en marzo de 1963. Desde entonces se han distribuido otros varios cómics relacionados con el personaje, así como otros productos que han derivado en el establecimiento de una franquicia de medios.
Si bien posee múltiples versiones alternativas que han propiciado el desarrollo de un multiverso, los orígenes y rasgos principales de Spider-Man han permanecido mayormente invariables con el transcurso del tiempo. Generalmente su identidad secreta es Peter Parker, un joven huérfano neoyorquino que adquiere superpoderes después de ser mordido por una araña radiactiva, y cuya ideología como héroe se ve reflejada primordialmente en la expresión «un gran poder conlleva una gran responsabilidad». Suele ser asociado con una personalidad bromista, amable, inventiva y optimista, lo que le ha llevado a ser catalogado como el «vecino amigable» de cualquiera lo cual, aunado a sus vivencias caracterizadas por los problemas cotidianos, atrajeron el interés del público al contrastar con el arquetipo de superhéroe de la industria.
Entre sus habilidades destacan la fuerza, el combate y la inteligencia, además de ser capaz de producir y lanzar telarañas sintéticas con ayuda de unos lanzadores que van sujetos a sus muñecas; trepar, adherirse y desplazarse a través de muros y edificaciones; y percibir peligros y amenazas a su alrededor de forma precognitiva gracias a su «sentido arácnido». Algunas de sus colaboraciones con otros superhéroes incluyen a Antorcha Humana, Iron Man, Capitán América y Los Vengadores, mientras que algunos de sus rivales más recurrentes son el Duende Verde, Doctor Octopus y Venom, así como grupos delictivos como los Seis Siniestros y los Herederos.
Spider-Man es considerado como uno de los mejores personajes de todos los tiempos, cuya popularidad e influencia lo ha llevado a ser adoptado por Marvel como su mascota, además de ser el superhéroe más redituable de la industria cuyos ingresos excedieron los veinticinco mil millones USD en 2018. Su franquicia incluye producciones televisivas, cinematográficas, radiofónicas, literarias y de videojuegos. Los actores que han interpretado al personaje en el cine son: Tobey Maguire en la trilogía Spider-Man de Sam Raimi, Andrew Garfield en las dos películas dirigidas por Marc Webb y Tom Holland en Marvel Cinematic Universe. También fue interpretado por Jake Johnson y Chris Pine en la película animada Spider-Man: un nuevo universo. Spider-Man ha sido bien recibido como superhéroe y personaje de cómic, y a menudo se lo clasifica como uno de los superhéroes de cómic más populares e icónicos de todos los tiempos y uno de los personajes más populares de toda la ficción.

## Creación y desarrollo

### Antecedentes
En 1962, el editor y escritor Stan Lee, de Marvel Comics, comenzó a trabajar en la creación de un nuevo superhéroe motivado por el éxito de Los 4 Fantásticos. Ante el creciente interés del público adolescente en la industria de los cómics, Lee se decantó por el diseño de un personaje joven con el que pudiera identificarse esa audiencia. Tras inspirarse en el justiciero ficticio The Spider, llamó «Spider-Man» a su personaje en vez de «Spider-Boy», ya que quería transmitir la noción de que este habría de crecer y madurar con el tiempo, y no quería tampoco que su nombre sonara «inferior» a otros personajes con superpoderes. El guion medio en el nombre habría de servir para diferenciarlo de Superman, de DC Comics.
Inicialmente Martin Goodman se mostró en desacuerdo con el personaje, y en esa época era el único editor de quien Lee necesitaba su aprobación para que Spider-Man apareciera en los títulos de Marvel. De acuerdo con una entrevista concedida por este último en 1986: «[Goodman] me dio mil razones de por qué Spider-Man no iba funcionar: a nadie le gustan las arañas, [su nombre] suena muy parecido al de Superman, y ¿cómo un adolescente puede ser un superhéroe?. Le dije que quería un personaje que fuese muy humano, que cometiera errores, que se preocupara, que tuviera acné, que se peleara con su novia, cosas así. [Él me contestó] "¡Es un héroe, no un hombre promedio!" Y le contesté: "No, [es] un hombre promedio que tiene superpoderes y eso es lo que lo hará bueno". Me dijo que estaba loco». Pese a su rechazo inicial, Goodman accedió a incluir al personaje en el que habría de ser el último ejemplar de la antología Amazing Adult Fantasy, distribuido a partir de junio de 1962, y cuya temática versa sobre la ciencia ficción y elementos sobrenaturales. La conclusión de esta serie no impidió que el personaje continuara apareciendo en las siguientes publicaciones mensuales de Marvel.
Una vez aprobada la publicación del «hombre araña», Lee contactó al dibujante Jack Kirby para continuar con el desarrollo del superhéroe. Kirby le contó sobre un personaje inédito en el que había colaborado con Joe Simon en los años 1950, específicamente un joven huérfano que vivía con una pareja de adultos mayores y que tenía poderes sobrehumanos gracias a un anillo mágico. Tras llevar a cabo una «conferencia de relato», Lee le pidió a Kirby que profundizara en el desarrollo de ese concepto y dibujara algunos bosquejos que habrían de ser ilustrados por Steve Ditko. Tras un primer intento infructuoso de Kirby, traducido en seis páginas que dejaron insatisfecho a Lee, ya que «no era el personaje que [yo] quería, era demasiado heroico», finalmente Ditko consiguió el estilo visual que este buscaba. De acuerdo con este último:

Una de las primeras cosas que hice [con Spider-Man] fue crear un disfraz, [que es] una parte visual y vital del personaje. [Pero antes] yo tenía que saber cómo iba a lucir. Por ejemplo: un poder para adherirse [a las superficies] por lo que no usaría botas o zapatos duros, un lanzador de telaraña oculto en su muñeca en vez de una pistola con una funda, etc. ... No estaba seguro de que a Stan le gustaría la idea de cubrir la cara del personaje, pero Lo hice porque ocultaba un rostro obviamente juvenil. Y también le añadiría misterio al personaje.

A pesar de lo anterior, Lee prefirió que Kirby dibujara la portada y que Ditko se encargara de ilustrarla, ya que «tenía mucha confianza» en el trabajo del primero. Con el paso del tiempo, la contribución de Ditko en la creación del personaje estuvo sujeta a discusión; en una entrevista de 1965, el historietista reiteró que él había concebido la vestimenta, el accesorio de telaraña en la muñeca y el «sentido arácnido» de Spider-Man, mientras que Lee había sido responsable del nombre. En otra entrevista concedida en 1988, el dibujante Eric Stanton, con quien Ditko compartió en algún momento un estudio en Manhattan, reveló que él también había «trabajado en guiones gráficos y añadido algunas ideas. Pero en sí fue una creación de Steve por completo... Creo que yo agregué [el concepto de] la telaraña que sale de sus manos». Cabe mencionar que, en algún instante, Ditko visualizó el disfraz de Spider-Man en naranja y púrpura.
Kirby aportó otra versión sobre los hechos que condujeron a la creación del personaje. En su testimonio, destacó que Joe Simon y él desarrollaron en los años 1950 a un personaje llamado «Silver Spider» para el cómic Black Magic, de Crestwood Publications, a partir del cual surgió el concepto de Spider-Man. No obstante, Simon lo contradijo al señalar que Black Magic no había influido en el diseño del personaje y que, antes de nombrarlo Silver Spider, tenía pensado llamarle «Spider-Man». Mientras tanto, la responsabilidad de Kirby había recaído en el desarrollo de la historia y los poderes del superhéroe. Simon también reconoció que su contribución mutua más bien había inspirado a Fly, de Archie Comics. De acuerdo con Ditko, el término «Spider-Man» surgió debido a la predilección del propio Lee por el nombre de Hawkman —Hombre Halcón, en español—, un personaje de DC Comics.
Aunque la versión original de Spider-Man mostrada por Kirby le agradó a Lee, más tarde quedó insatisfecho con los bosquejos realizados por el propio Kirby, ya que hacían ver al personaje como «un Capitán América con telarañas». Debido a la participación de Kirby en la creación de las portadas de Amazing Fantasy n.º 15 y The Amazing Spider-Man n.º 1, el guionista Mark Evanier puso en duda el señalamiento de Lee de que la versión inicial de Kirby luciera «muy heroica». También se mostró escéptico del argumento señalado por Kirby de que estaba «demasiado ocupado» como para dibujar a Spider-Man, puesto que era algo con lo que siempre se justificaba. En opinión de Evanier, la omisión de ciertos elementos de la versión original de Kirby, como por ejemplo el anillo mágico, podría adjudicarse a que Goodman los relacionó con el personaje Fly.
No obstante, otros autores como Blake Bell opinaron que fue Ditko quien identificó las similitudes entre el personaje de Kirby y Fly. De acuerdo con Ditko: «Stan llamó a Jack [para hablar] sobre Fly... días después, Stan me dijo que yo dibujaría los paneles a partir de la sinopsis de Stan [...] Se fue el anillo mágico, la versión adulta de Spider-Man y cualquier otra idea legendaria que la trama de Spider-Man habría tenido». De esta forma, Ditko empezó a expandir la premisa de Lee de un adolescente que desarrolla sus poderes tras ser mordido por una araña, lo que le llevó a ser «el primer artista por contrato de su generación que creaba y controlaba el arco narrativo de su serie». Al respecto, Ditko «nunca supo de quién provino la idea de Spider-Man», pero sí confirmó que esa versión del personaje era distinta a la que se había ilustrado para la versión de Kirby. Este suceso se asemejó al que dio origen a Thor, también de Kirby, el cual se inspiró en el personaje homónimo de la mitología nórdica. En opinión de Ditko: «Si la obra de Thor creada por Jack es de su autoría, ¿por qué no la obra de Spider-Man es una creación de Stan y mía?».
A principios de los años 1970 Kirby reconoció que Ditko «hizo que Spider-Man funcionara, y se puso de moda gracias a lo que él hizo», mientras que Lee, además de atribuirse el mérito de la idea original, admitió la contribución de Ditko al señalar que «si Steve quiere ser llamado co-creador [de Spider-Man], creo que se lo merece». Adicionalmente, destacó que el disfraz diseñado por Ditko resultó clave para el éxito del personaje puesto que «el traje cubre completamente el cuerpo de Spider-Man [y] la gente sin importar su raza puede visualizarse a sí misma dentro del traje e identificarse aun más con el personaje».

### Décadas de 1960 y 1970
Goodman se mostró sorprendido por las ventas del ejemplar inaugural de Spider-Man, lo que supuso el lanzamiento de una serie individual titulada The Amazing Spider-Man, cuyo primer tomo estuvo disponible en el mercado a partir de marzo de 1963. Durante sus primeros dos años de distribución, durante los cuales empezaron a difundirse también los anuarios de verano en 1964, se incluyeron varios de los antagonistas y personajes secundarios que acompañan a Peter Parker en sus aventuras, tales como J. Jonah Jameson y su hijo John Jameson, Camaleón, Buitre, Doctor Octopus, Hombre de Arena Lagarto, Electro, Mysterio, el Duende Verde, Kraven el Cazador, y el reportero Ned Leeds. Desde su introducción, The Amazing Spider-Man gozó de un considerable éxito y pasó a ser uno de los productos más comercializados de la editorial, mientras que el héroe arácnido adquirió un estatus de «ícono cultural». De acuerdo con una encuesta realizada por la revista estadounidense Esquire a estudiantes universitarios en 1965, Spider-Man era catalogado como uno de sus «íconos revolucionarios» favoritos junto con Hulk, Bob Dylan y Che Guevara. En opinión de un encuestado, su preferencia por Spider-Man se debía a que era «acosado por aflicciones, problemas económicos y la cuestión de la existencia. En resumen, es uno de nosotros».

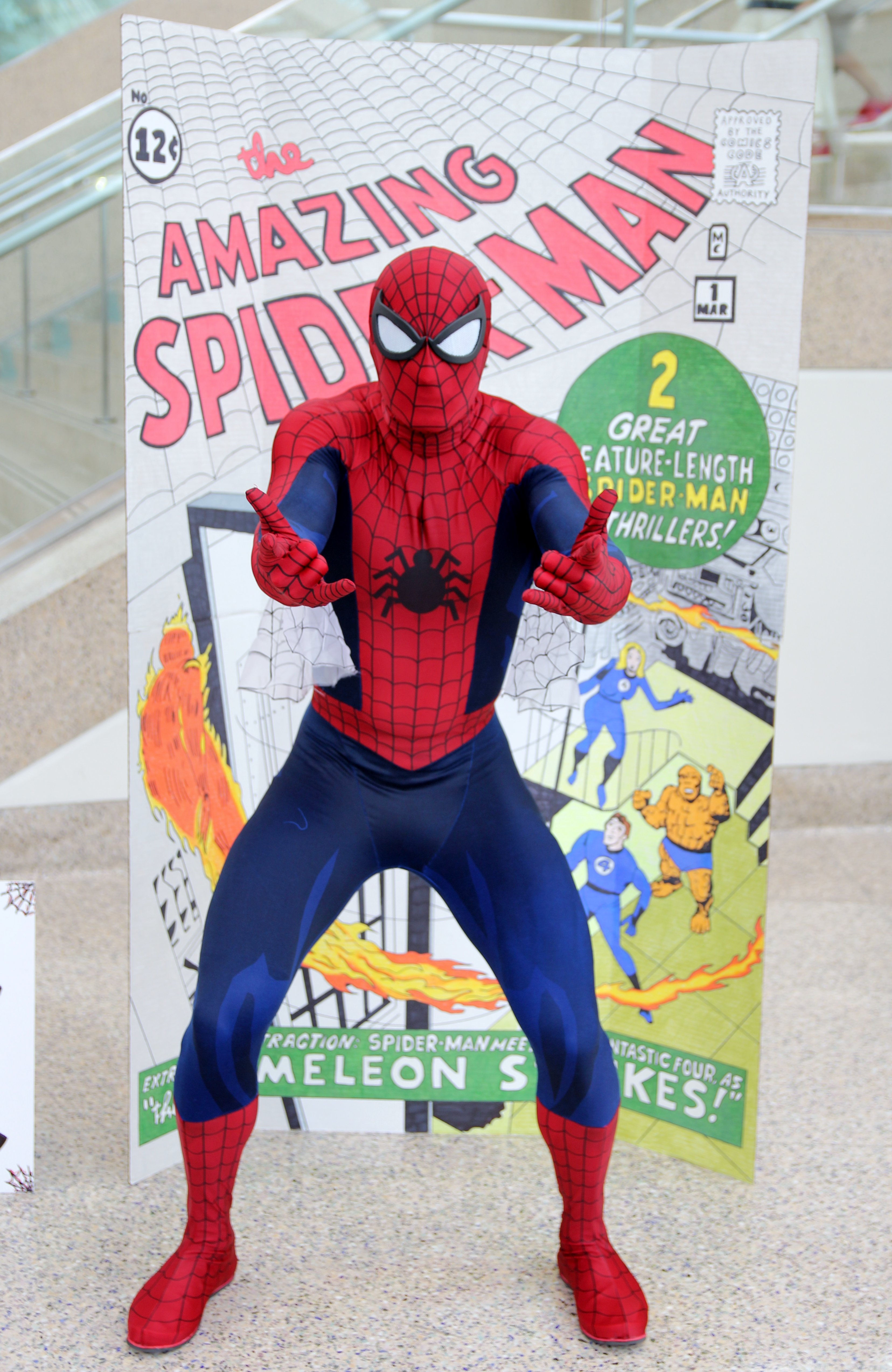
Persona disfrazada de Spider-Man con la portada de The Amazing Spider-Man n.º 1, en 2014.

El tomo n.º 33, publicado en febrero de 1966 y cuya trama finaliza el arco narrativo «If This Be My Destiny...!», incluye una secuencia en la que, después de enfrentarse contra Octopus, Parker queda aprisionado por maquinaria pesada y logra huir tras adquirir una mayor resiliencia gracias a los recuerdos de su familia. Esta escena se hizo acreedora de críticas favorables que la catalogaron como «la secuencia más querida de la era Stan Lee / Steve Ditko», «una de las más poderosas en aparecer en la serie [que] influyó en escritores y dibujantes durante varios años», así como «una de las escenas más icónicas en la historia de Spider-Man». De acuerdo con el sitio web Comichron.com, en 1966 se vendieron más de 340 mil ejemplares de The Amazing Spider-Man. Ese año marcó también el fin de la colaboración entre Lee y Ditko debido a una serie de desacuerdos. Su sucesor, John Romita Sr., empezó a trabajar en The Amazing Spider-Man en agosto de 1966. Durante esa época apareció por primera vez Mary Jane Watson —aunque desde hacía dos años atrás ya había sido mencionada en el tomo n.º 15—, y se desarrollaron tramas más cotidianas sobre los derechos civiles, el racismo, los derechos de los presos, la guerra de Vietnam y las elecciones, por ejemplo. En 1967 se estrenó la primera serie televisiva animada del personaje en la cadena ABC, y al año siguiente Marvel produjo la revista de cómic en blanco y negro titulada The Spectacular Spider-Man.
El Departamento de Salud, Educación y Bienestar contactó a Lee en 1970 para pedirle que incluyera un mensaje antidrogas en alguno de los títulos más vendidos de Marvel, a pesar de que la Comics Code Authority prohibía la adición de cualquier elemento relacionado con el uso de drogas ilegales en estas publicaciones. Como resultado, el historietista redactó una historia de tres partes ilustrada por John Romita Sr. y que habría de publicarse en los tomos n.º 96-98 de The Amazing Spider-Man —publicados entre mayo y julio de 1971—, en la cual Harry Osborn se vuelve adicto al consumo de drogas. Esta información es usada por Spider-Man durante su enfrentamiento contra el padre de Harry, el Duende Verde, para derrotar al villano. Si bien la publicación cumplió con el propósito solicitado por el gobierno estadounidense, la Comics Code Authority se rehusó a brindarle a Marvel su sello de aprobación en esos tomos. Sin embargo, esto no impidió que Marvel lanzara a la venta los ejemplares y su éxito, propiciado en parte por la promoción gubernamental, supuso la revisión de los criterios de evaluación de cómics por parte de la Authority e inclusive puso en duda su utilidad en la industria. Cabe agregar que el ilustrador Gil Kane empezó a colaborar en The Amazing Spider-Man a finales de 1970, con los tomos n.º 89 y 90, en los cuales se relata la muerte del capitán George Stacy.
En la década de 1970 se produjeron tres series derivadas protagonizadas por el hombre araña: Marvel Team-Up que empezó a distribuirse en 1972 como la segunda serie mensual del personaje; Spidey Super Stories, estrenado en 1974 y cuyo contenido estaba orientado a una audiencia más infantil —Children's Television Workshop lo adaptó en un programa televisivo de imágenes reales titulado de forma homónima—; y Peter Parker, the Spectacular Spider-Man, comercializado a partir de 1976 y en cuyo desarrollo estuvieron involucrados Gerry Conway, Sal Buscema y Mike Esposito. De acuerdo con Conway: «[esta serie] surgió en respuesta al hecho de que [...] Stan me quería de vuelta particularmente en Spider-Man, pero yo no quería arrebatarle Amazing Spider-Man a Len Wein, que en ese entonces era el escritor constante, así que Stan lo vio como una oportunidad de lanzar un segundo título de Spider-Man, que era algo que había querido hacer desde hace tiempo. ... Nos centraríamos más en los personajes secundarios y en la vida social de Peter». Antes de finalizar esa década, se produjo igualmente la segunda alianza estratégica entre Marvel y DC Comics con Superman vs. The Amazing Spider-Man, publicada a principios de 1976.

### Décadas de 1980 y 1990
La primera mitad de los años 1980 se vio marcada por la transición de varios escritores e ilustradores en The Amazing Spider-Man, entre los cuales se encuentran Dennis O'Neil, John Romita Jr., Roger Stern, Tom DeFalco y Ron Frenz. Entre 1984 y 1988 Spider-Man vistió un traje negro con una araña blanca en el pecho, derivado de un arco narrativo de la miniserie Secret Wars, en el cual el héroe se ve involucrado en una batalla entre los principales superhéroes y supervillanos de la Tierra en un planeta alienígena. Al principio, los seguidores del personaje «lo condenaron [el cambio] como algo equivalente a un sacrilegio. El traje rojo y azul tradicional de Spider-Man era icónico, a la par de los trajes de Superman y Batman, de los rivales DC». En respuesta, Marvel explicó que el traje era en realidad un simbionte alienígena del cual finalmente Spider-Man pudo deshacerse, aunque esta criatura habría de regresar luego bajo la denominación de Venom.
En 1985 se lanzó la tercera serie mensual de cómics protagonizada por el hombre araña, Web of Spider-Man, que reemplazó a Marvel Team-Up. Esta habría de ser sustituida a su vez por The Sensational Spider-Man en 1996. Otro suceso notable en esa década ocurrió en julio de 1987, cuando Parker le propone matrimonio a Watson en The Amazing Spider-Man n.º 290. La boda entre ambos se lleva a cabo en The Amazing Spider-Man Annual n.º 21, y para promocionarla se celebró una boda ficticia con actores en la vida real en el Shea Stadium. Tres años después, en 1990, empezó a comercializarse Spider-Man, escrita y dibujada por Todd McFarlane y cuyo primer tomo se caracterizó por tener múltiples portadas alternativas. En conjunto se vendieron más de tres millones de copias de esa primeriza edición, lo cual representó un récord en la industria en esa época. Cabe mencionar que desde entonces el personaje ha tenido participaciones especiales en otras distintas miniseries, capítulos y libros de cómics. En 1992, y como parte de la línea Marvel 2099 ambientada en un hipotético futuro del universo Marvel, surgió Spider-Man 2099 a partir de una colaboración entre Peter David y Rick Leonardi. Una situación similar se presentó en 1998, cuando DeFalco y Frenz crearon a Spider-Girl para una narrativa alternativa en la que también aparece Parker.
La serie Spider-Man: Chapter One (1998-99), a cargo de John Byrne y compuesta de trece ejemplares, retomó los orígenes de Spider-Man desde una perspectiva distinta, de manera similar a lo sucedido con Superman en The Man of Steel, también de Byrne. En noviembre de 1998, y tras 441 ejemplares distribuidos, Marvel decidió finalizar el tiraje original de The Amazing Spider-Man y retomarlo a manera de «volumen 2» en enero de 1999, reiniciando al mismo tiempo la numeración de los ejemplares. No obstante, a partir de diciembre de 2003 reintrodujo la numeración del tiraje original y el tomo correspondiente a ese mes quedó asignado como el n.º 500 de la serie. Otras producciones literarias del personaje en los años 1990 incluyen Spider-Man Unlimited, Untold Tales of Spider-Man, The Sensational Spider-Man y Webspinners: Tales of Spider-Man. Asimismo, entre las décadas de 1980 y 1990 se estrenaron cuatro series de televisión animadas sobre el hombre araña: Las nuevas aventuras de Spider-Man, Spider-Man and His Amazing Friends, Spider-Man y Spider-Man Unlimited.

### Época contemporánea: años 2000 y actualidad
Entre los años 2000 y 2007 se desarrollaron varios títulos alternativos protagonizados por Spider-Man: Ultimate Spider-Man; Spider-Man's Tangled Web, una antología a cargo de una variedad de escritores e ilustradores; Marvel Knights Spider-Man en cuyo contenido estuvo involucrado Mark Millar y que formó parte de Marvel Knights; Los Nuevos Vengadores por Brian Michael Bendis; Friendly Neighborhood Spider-Man y The Amazing Spider-Man Family, entre otros. Cabe señalar que, a principios de esta década, se materializó uno de los proyectos que Marvel había mantenido desde los años 1980, con el estreno del largometraje en imágenes reales Spider-Man, dirigido por Sam Raimi y protagonizado por Tobey Maguire como el héroe arácnido. Su éxito en taquillas le llevó a ser la película con mayores recaudaciones de 2002, y propició la producción de una trilogía cinematográfica completada por Spider-Man 2 (2004) y Spider-Man 3 (2007). En 2008 se estrenó la serie animada The Spectacular Spider-Man, que obtuvo críticas favorables por su temática y diseño visual así como por su apego a los cómics originales, lo que le llevó a ser catalogada como una de las mejores series animadas del personaje.

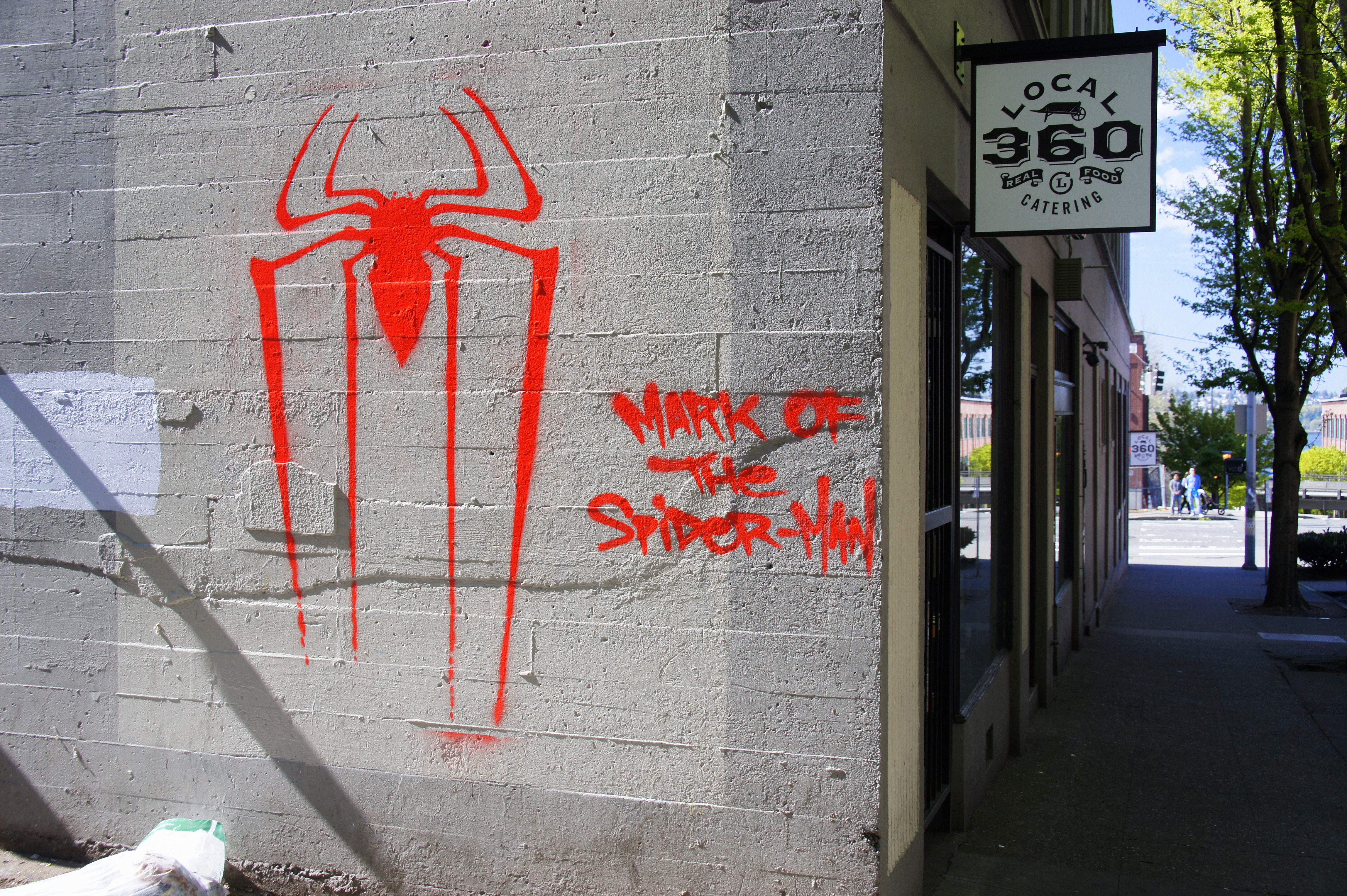
Grafiti referente a Spider-Man en un edificio de Seattle, Washington para promocionar la película The Amazing Spider-Man en 2012.

A partir de diciembre de 2007, Marvel tomó la decisión de suspender la publicación de las series derivadas de Spider-Man y, en cambio, aumentar la frecuencia de difusión de The Amazing Spider-Man hasta tres veces por mes a partir de los tomos n.º 546-548, correspondientes a enero de 2008. Este ritmo de publicación persistió durante dos años y, en noviembre de 2010, se redujo a dos tomos mensuales. El cambio se hizo acompañar de un aumento en la cantidad de páginas de cada tomo —de 22 a 30—. En 2011 se produjo una nueva serie derivada, Avenging Spider-Man a cargo de Zeb Wells y Joe Madureira, mientras que The Superior Spider-Man sustituyó temporalmente a The Amazing en diciembre de 2012. Este nuevo libro de historietas, escrito por Dan Slott e ilustrado por Ryan Stegman, Humberto Ramos y Giuseppe Camuncoli, siguió los sucesos del arco «Dying Wish» y tuvo como eje a Doctor Octopus como el nuevo Spider-Man, tras hacerse del control mental de Parker. Representó un éxito comercial para Marvel, hasta el relanzamiento de The Amazing Spider-Man n.º 1 en abril de 2014, tras más de treinta ejemplares comercializados.
El triunfo de Barack Obama en las elecciones presidenciales de 2008 motivó al editor en jefe de Marvel, Axel Alonso, a concebir un Spider-Man negro para el universo paralelo Ultimate Marvel. Como resultado, Bendis y Sara Pichelli desarrollaron a Miles Morales, cuya primera aparición ocurrió en Ultimate Comics: Spider-Man, en 2011. Si bien Lee estuvo de acuerdo en que su creación podía representar un modelo de rol positivo para los niños de color, no todos los seguidores de Spider-Man apoyaron la decisión pues lo vieron ya sea como un intento de Marvel para mostrar «corrección política» o como una estrategia comercial para atraer a una mayor audiencia. En 2010 se llevó a cabo la primera escenificación del musical de Broadway Spider-Man: Turn Off the Dark, que incorporó temas de Bono y The Edge, y cuya narrativa estuvo inspirada tanto en elementos de la película de 2002 como del mito griego de Aracne. The Amazing Spider-Man llegó a los cines en 2012 a manera de reinicio cinematográfico del personaje, cuya interpretación recayó en Andrew Garfield bajo la dirección de Marc Webb. El filme tuvo una continuación, The Amazing Spider-Man 2: Rise of Electro, cuyo estreno ocurrió en 2014.
A partir de los sucesos relatados en Secret Wars (2015), y como parte de la línea «All-New, All-Different Marvel», se han producido o relanzado distintos títulos de Spider-Man, entre los cuales se incluyen The Amazing Spider-Man cuyo «volumen 4» se publicó entre octubre de 2015 y septiembre de 2017, y que relata las andanzas de Parker al frente de Parker Industries y sus operaciones a nivel mundial. En julio de 2018 empezó a difundirse el «volumen 5» que «ofrece una puerta limpia y sencilla a una franquicia extensa. Pero a diferencia de otras [series], también mantiene un ojo fijo en el pasado, lo que resulta en un libro con una capacidad única para reproducir viejos éxitos y trazar nuevos territorios al mismo tiempo». Mientras tanto la franquicia cinematográfica en esa década continuó con Capitán América: Civil War (2016), que representó la incorporación de Spider-Man en el Universo cinematográfico de Marvel como una versión aliada de Iron Man e interpretada por Tom Holland. Desde entonces Holland ha personificado a Spider-Man en múltiples filmes de Marvel, incluida su propia película titulada Spider-Man: Homecoming y estrenada en 2017. La última película, titulada Spider-Man: No Way Home, se estrena en diciembre de 2021 y además de Holland, interviene otro personaje del Universo Marvel como Doctor Strange. A su vez, la cinta animada Spider-Man: Into the Spider-Verse (2018) se hizo acreedora a un premio Óscar como «Mejor película de animación». Otros productos de los años 2010 relacionados con el hombre araña incluyen la serie televisiva Spider-Man (2017) y el videojuego homónimo (2018) producido por Insomniac Games.

## Biografía

### Orígenes
De acuerdo con Amazing Fantasy n.º 15 (agosto de 1962), en donde hizo su primera aparición el personaje, Peter Benjamin Parker es un joven huérfano nativo de Forest Hills, Queens, en Nueva York, que vive con sus tíos May y Ben. Durante su etapa como estudiante de la ficticia Midtown High School, es mordido por una araña radiactiva en una exhibición científica y «adquiere la agilidad y la fuerza proporcional de un arácnido» Además de incrementar sus habilidades atléticas, a partir de ese momento Parker es capaz de adherirse a superficies. Gracias a sus conocimientos científicos, desarrolla un dispositivo que le permite disparar telarañas a través de pequeños cilindros montados en sus muñecas. Inicialmente usa sus poderes para volverse popular entre el público televisivo, lo cual le lleva a diseñar su propio disfraz y participar en una competición de lucha libre, sin embargo un día «ignora alegremente la posibilidad de detener a un ladrón que huye, [y] su indiferencia irónicamente lo alcanza cuando el mismo delincuente más tarde asalta y mata a su tío Ben». Tras detener al asesino, Parker aprende la lección de que «un gran poder conlleva una gran responsabilidad».
La vida personal de Parker no se ve beneficiada por la obtención de sus superpoderes: debe ayudar a su tía viuda a pagar el alquiler de su casa, es acosado por compañeros como Flash Thompson, incluso al obtener sus poderes continúa siendo su víctima, aunque menos que antes y tiene que lidiar con la personalidad explosiva del jefe de la editorial en la que trabaja, J. Jonah Jameson. Un tiempo después, el joven se gradúa de la high school e ingresa a la Universidad Empire State, en donde conoce a su mejor amigo Harry Osborn y a su novia Gwen Stacy. Finalmente su tía le presenta a Mary Jane Watson. Tras enterarse de que el padre de Harry es el Duende Verde, Peter considera abandonar su rol como vigilante. Otro par de sucesos notables en ese período ocurren cuando George Stacy, el capitán del Departamento de Policía de Nueva York y padre de Gwen, muere durante un enfrentamiento entre el hombre araña y Doctor Octopus; mientras que el primer encuentro de Spidey con el villano Kingpin ocurre cuando este último secuestra a Jameson para evitar que sigan difundiendo historias sobre sus socios criminales.

### Desarrollo
Agobiado por problemas personales, Peter crea un suero para dejar de tener habilidades arácnidas en «The Six Arms Saga», sin embargo esto le ocasiona en cambio que le crezcan cuatro brazos adicionales y que sus poderes se incrementen. Al final de ese arco, recupera su condición normal gracias a la ayuda del doctor Curt Connors tras obtener una muestra de sangre del vampiro Morbius, con quien el protagonista tiene un enfrentamiento previo. Poco después, sufre la pérdida de su novia Gwen tras ser secuestrada y lanzada desde la torre de un puente por el Duende Verde. El cómic esclarece que la muerte de la joven se debió al intento de rescate de Spidey, debido al «latigazo cervical que esta sufrió cuando la telaraña de Spidey la detuvo tan rápidamente [en el aire]». Desolados por la tragedia, Peter y Mary Jane comienzan a desarrollar una relación afectuosa y «se vuelven confidentes más que amantes». Si bien tiempo después este le propone matrimonio, ella rechaza el ofrecimiento. A continuación Parker se gradúa de la universidad y conoce tanto a la tímida Debra Whitman como a la ladrona extrovertida Felicia Hardy —cuyo alter ego es Gata Negra—. En ese período también se enfrenta al Juggernaut por solicitud de Madame Web, y a Punisher, que es contratado por el Chacal para deshacerse de Spidey.

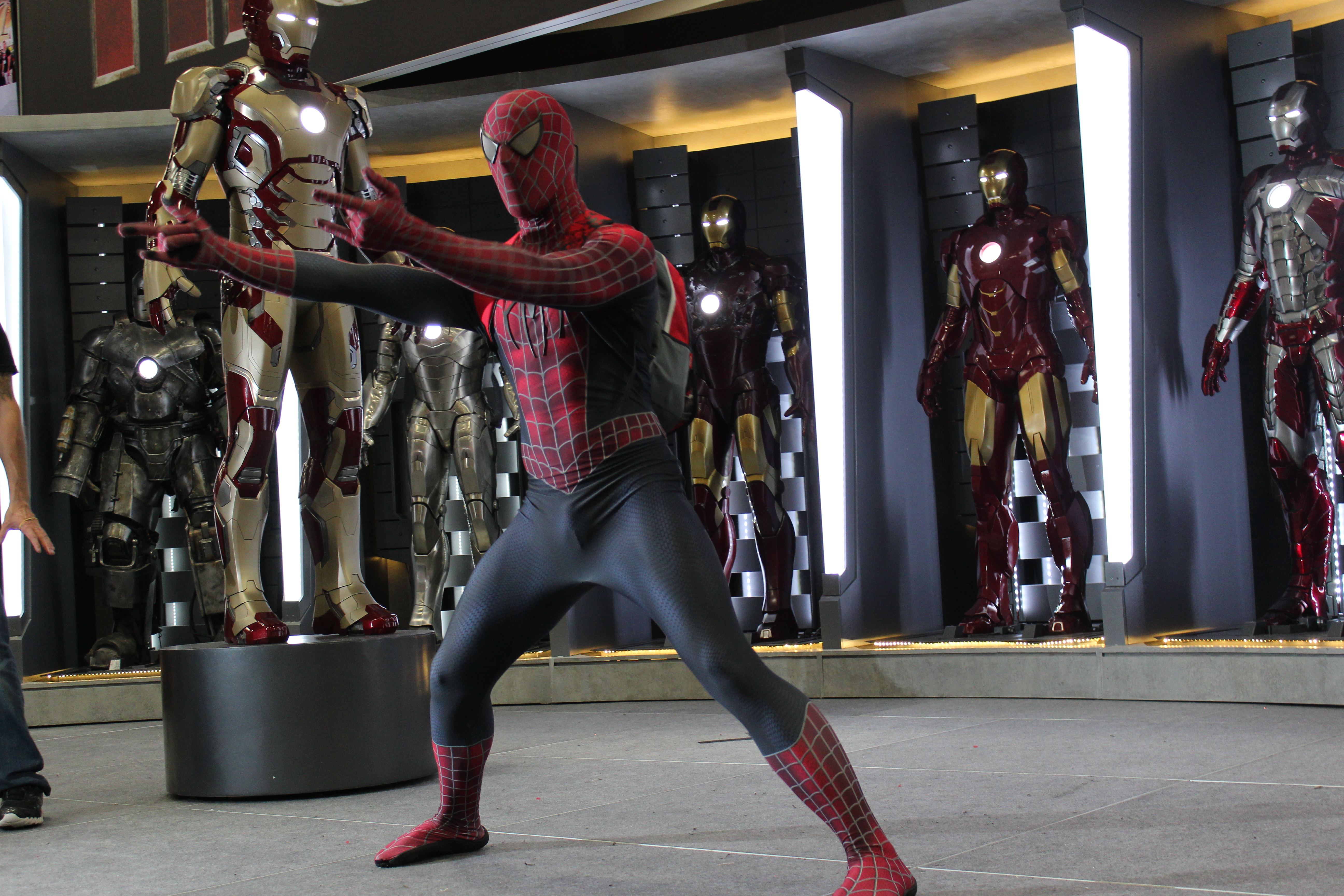
Un cosplayer disfrazado de Spider-Man en la Convención Internacional de Cómics de San Diego en 2012.

Como parte de la serie Secret Wars, Spider-Man es enviado al planeta Battleworld por la entidad cósmica Beyonder, junto con otros superhéroes y supervillanos de la Tierra para combatir entre sí con tecnología alienígena. Como resultado, el héroe usa un traje negro con el diseño de una araña blanca en el pecho, que en realidad se trata de un simbionte. Una vez finalizado el evento y de vuelta en la Tierra, el joven se percata de que el simbionte ha adquirido cierto control mental y físico sobre él, por lo que decide deshacerse de él y descubre su sensibilidad al sonido con ayuda del Sr. Fantástico. Cuando la criatura es separada de Peter, se apodera del reportero Eddie Brock y adopta el alías de Venom, con quien el héroe habría de enfrentarse posteriormente. Una nueva tragedia en la vida de Peter acontece cuando su amiga, la detective Jean DeWolff, es asesinada y esto lo lleva a enfrentarse con Daredevil. Poco después, y tras una segunda propuesta por parte suya, Peter contrae matrimonio con Mary Jane y comienza a estudiar un posgrado de bioquímica en la Universidad Empire State. En los siguientes títulos de la década de 1980, se relatan otros combates del héroe contra villanos como Kraven el Cazador, en su afán por matarlo para asumir el rol de Spider-Man en Fearful Symmetry: Kraven's Last Hunt; y Calipso en el arco «Torment».
Más adelante, Spider-Man se alía con otros personajes como Capitán América, Puño de Hierro, Deathlok, Morbius y Venom, para enfrentarse a un nuevo simbionte llamado Carnage en el cómic Maximum Carnage. En esa época se entera de la existencia de un clon suyo, Ben Reilly, creado por El Chacal y que se considera a sí mismo como el hombre araña legítimo, un señalamiento avalado por unos estudios de laboratorio que le llevan a creer a Parker que él es el clon. Pese a la confusión y tras la desaparición de varios superhéroes durante una batalla contra Onslaught, Reilly y Parker suman fuerzas para proteger Nueva York hasta la reaparición del Duende Verde, responsable de manipular los estudios de laboratorio con tal de enloquecer a Parker. Tras la muerte del clon y de la hija no nacida de Peter —como consecuencia del envenenamiento de Mary Jane por el Duende Verde—, este último arriba al planeta «Contratierra» en donde se encuentra con los héroes desaparecidos por Onslaught, con los cuales regresa de vuelta la Tierra.
Las publicaciones de la década de 2000 muestran varios sucesos en la vida personal de Parker; por ejemplo, su separación de Mary Jane, la revelación de su identidad como Spider-Man ante su Tía May, el descubrimiento de que el Duende Verde tuvo un par de hijos con Gwen y un empleo como profesor en la misma universidad donde culminó sus estudios. Ahí conoce a Ezekiel Sims, un sujeto con poderes similares a los del héroe arácnido, quien le sugiere que tales habilidades podrían remontarse a un antiguo espíritu totémico. Finalmente Spider-Man se integra a Los Nuevos Vengadores y se muda a la Torre Stark para trabajar como asistente de Iron Man, mientras retoma su antiguo empleo en Daily Bugle. Como parte de los sucesos de la serie Civil War, el hombre araña y otros superhéroes son obligados a revelar públicamente sus identidades debido a una iniciativa gubernamental. Las diferencias ideológicas con relación a esta medida conducen a un conflicto entre los héroes, primordialmente entre aquellos que avalan la iniciativa y los que la rechazan, encabezados por Iron Man y Capitán América, respectivamente. Tras ser herida de gravedad por Kingpin, Parker formaliza un pacto con Mefisto para salvar la vida de su tía May, a cambio de borrar todos sus recuerdos matrimoniales con Mary Jane y de los sucesos más recientes, incluidos los de Civil War.
En los títulos de 2010 y 2020 se explican otros acontecimientos relevantes, tales como la asunción temporal de Octopus como una «versión superior» de Spider-Man tras obtener el control del cuerpo y la mente de Parker; la administración de Industrias Parker, fundada por Octopus; su encuentro con Cindy Moon, una joven con la misma condición de Parker tras haber sido mordida por la misma araña radiactiva y que usa el alter ego «Silk»; y con otras versiones alternativas suyas del multiverso para enfrentarse a los Herederos; la resucitación de Reilly; sus luchas contra Kraven el cazador y sus múltiples clones, además de Taskmaster, Savage Six —trad., lit.: «Los seis salvajes»— y Kindred, el alter ego de una versión alternativa de Osborn.

### Versiones alternativas
Además de Parker, existen múltiples versiones de Spider-Man cuyos orígenes se remontan a diferentes líneas cronológicas, universos alternativos o intérpretes. Por ejemplo, Ben Reilly es un clon creado por el villano Chacal e introducido en The Amazing Spider-Man n.º 149 (octubre de 1975) y que tiene un mayor desarrollo en la «saga clon», un arco narrativo de Marvel entre 1994 y 1996. Más tarde adopta el alías de Araña Escarlata e inclusive asume temporalmente el rol de Spider-Man durante una ausencia de Peter. Asimismo pueden mencionarse Miguel O'Hara, un genetista que sufre una mutación en su intento por replicar las habilidades del hombre araña en otros seres humanos; Miles Morales, un joven de trece años de edad descendiente de un padre afroestadounidense y de una madre puertorriqueña que obtiene sus poderes arácnidos, de manera similar a Peter, tras ser mordido por una araña con el código genético de este último; y Gwen Stacy, que adquiere el perfil de Spider-Woman en el denominado Spider-Verse, una dimensión alternativa a los acontecimientos principales de The Amazing Spider-Man, a la que pertenecen otras variantes de Spider-Man como es el caso de Spider-Ham. Inclusive ciertos antagonistas de la serie, como Octopus y Escorpión, han asumido el papel del héroe arácnido en algún instante.

## Rasgos y elementos principales
Desde su primera aparición en la década de 1960, Parker pasó a ser el «arquetipo sobre el cual se edificó el Universo Marvel» debido a que «rompió el molde del superhéroe» y, a diferencia de otros personajes divinos que poseen cualidades reminiscentes de los humanos, Spider-Man se distinguió por ser «un héroe definido por sus debilidades así como por sus fortalezas, cuyos humildes comienzos y problemas a menudo ordinarios formaron la base de lo que distinguía a la lista de héroes de Marvel de sus rivales en DC: uno puede identificarse con ellos». Sus problemas personales tienen un rol significativo en la formación de su identidad y se relacionan directamente con los de un adolescente cualquiera que simplemente está en «el lugar y el momento incorrectos». La edad del personaje contrasta con la de otros superhéroes populares como Superman y Batman, que más bien son vistos como «figuras paternales, tanto que [debían] tener compañeros jóvenes».
De manera similar a otros personajes, Spider-Man ha estado sujeto a modificaciones con el transcurso del tiempo, aunque estas no han afectado significativamente a su esencia e inclusive existen de forma simultánea en versiones alternas del personaje. Si bien ciertas características pueden variar dependiendo de la versión que se trate, suelen compartir rasgos como el diseño y los colores de la vestimenta, las habilidades arácnidas y su percepción de la justicia así como la necesidad de proteger a la humanidad de otros supervillanos o peligros inminentes, evidentes en el mantra legado a él por su tío Ben antes de morir: «un gran poder conlleva una gran responsabilidad». Por lo general, su atuendo se conforma de un traje rojo con azul que cubre completamente su cuerpo, lo cual le confiere un cierto anonimato.

### Personalidad
Las primeras apariciones de Parker lo muestran como un estudiante de high school con «un sentido del humor único» que «se asemeja a la gente que lee sus cómics» y que le ha llevado a ser referido comúnmente como «el amigable vecino» de cualquiera. Su naturaleza bromista, que puede remontarse a la época en la que era víctima de acoso escolar y que resulta mayormente evidente durante sus acciones heroicas, podría tratarse de «una estrategia para esconder las inseguridades debajo de la máscara», que a la vez le resulta útil para «analíticamente tratar de derribar [a un enemigo]».
Si bien es poseedor de una «mente brillante e inventiva», su juventud, inexperiencia y mala suerte lo suelen conducir a situaciones complicadas tanto en su vida personal como laboral. Este aspecto se traduce también a sus hazañas como Spider-Man; por ejemplo, durante la guerra civil entre varios superhéroes encabezados por Iron Man y Capitán América, el joven se muestra inseguro acerca de cuál postura habría de adoptar. En otros casos, «sin importar qué tanto planifique algo, o intente evitar un problema específico, algo suele suceder que difiere drásticamente de los deseos de Peter». Gracias a esta característica, se ha vuelto un personaje con el que la audiencia puede sentirse identificada. A pesar de ello: «La difícil situación de Spider-Man iba a ser mal entendida y perseguida por el mismo público al que juró proteger. En el primer número de The Amazing Spider-Man, J. Jonah Jameson, editor del Daily Bugle, lanza una campaña editorial contra la "amenaza de Spider-Man". La publicidad negativa resultante exacerba las sospechas populares sobre el misterioso hombre araña y le imposibilita ganar más dinero con sus actuaciones. Finalmente, la mala prensa lleva a las autoridades a tildarlo de forajido. Irónicamente, Peter consigue un trabajo como fotógrafo para el Daily Bugle de Jameson».
En la mayoría de sus aventuras, Parker se esfuerza por mantener secreta su identidad como Spider-Man, excepto por acontecimientos como la guerra civil citada anteriormente, en la cual se vio obligado a revelarla ante el público. Tal grado de compromiso es equiparable al de salvar a otras personas, por lo que es propenso a culparse a sí mismo cuando no consigue tal propósito, aun cuando estuviese fuera de su alcance. De hecho, la muerte de su tío Ben es uno de los momentos decisivos en su consolidación como el hombre araña. En contraste, su resiliencia juega un rol importante en sus hazañas así como en su propia supervivencia. Por ejemplo, durante uno de sus enfrentamientos contra Octopus en los tomos n.º 32 y 33 de The Amazing Spider-Man (1966), el héroe queda atrapado bajo toneladas de acero y es capaz de liberarse gracias a su voluntad de rescatar a su tía May; de acuerdo con uno de sus diálogos en el último tomo: «¡Cualquiera puede ganar con todo a favor! ¡Lo que importa es lo que hacemos cuando la cosa se pone difícil, cuando parece que no hay posibilidades!».
El optimismo que le caracteriza, especialmente cuando asume su rol como Spider-Man, procura transmitírselo a sus compañeros y aliados para refrendar su responsabilidad como protectores de la sociedad. En opinión del propio personaje: «¿Qué pienso de Spider-Man? Creo que, sin importar nada, él nunca dejará de ayudar a la gente». En cuanto a sus relaciones personales, las personas más importantes para él son su familia y Mary Jane Watson, y con esta última contrajo matrimonio en alguna ocasión, aunque este suceso quedó anulado tras hacer un pacto con Mefisto para rescatar nuevamente a su tía May.

### Habilidades y recursos
Spider-Man posee una variedad de habilidades sobrehumanas adquiridas tras la picadura de la araña radiactiva durante su etapa como estudiante de high school. Entre estas capacidades se encuentran la producción y emisión de telarañas «resistentes y robustas» que le permiten a su vez desplazarse de un sitio a otro; la adhesión de su cuerpo a otras superficies; el «sentido arácnido» con el cual es capaz de percibir peligros y amenazas a su alrededor de forma precognitiva; una mayor agilidad, velocidad y fuerza; un ritmo de curación acelerado; y visión nocturna. De acuerdo con Marvel, la fuerza, habilidades de combate e inteligencia son las principales fortalezas del personaje, en contraste con su durabilidad, velocidad y energía.

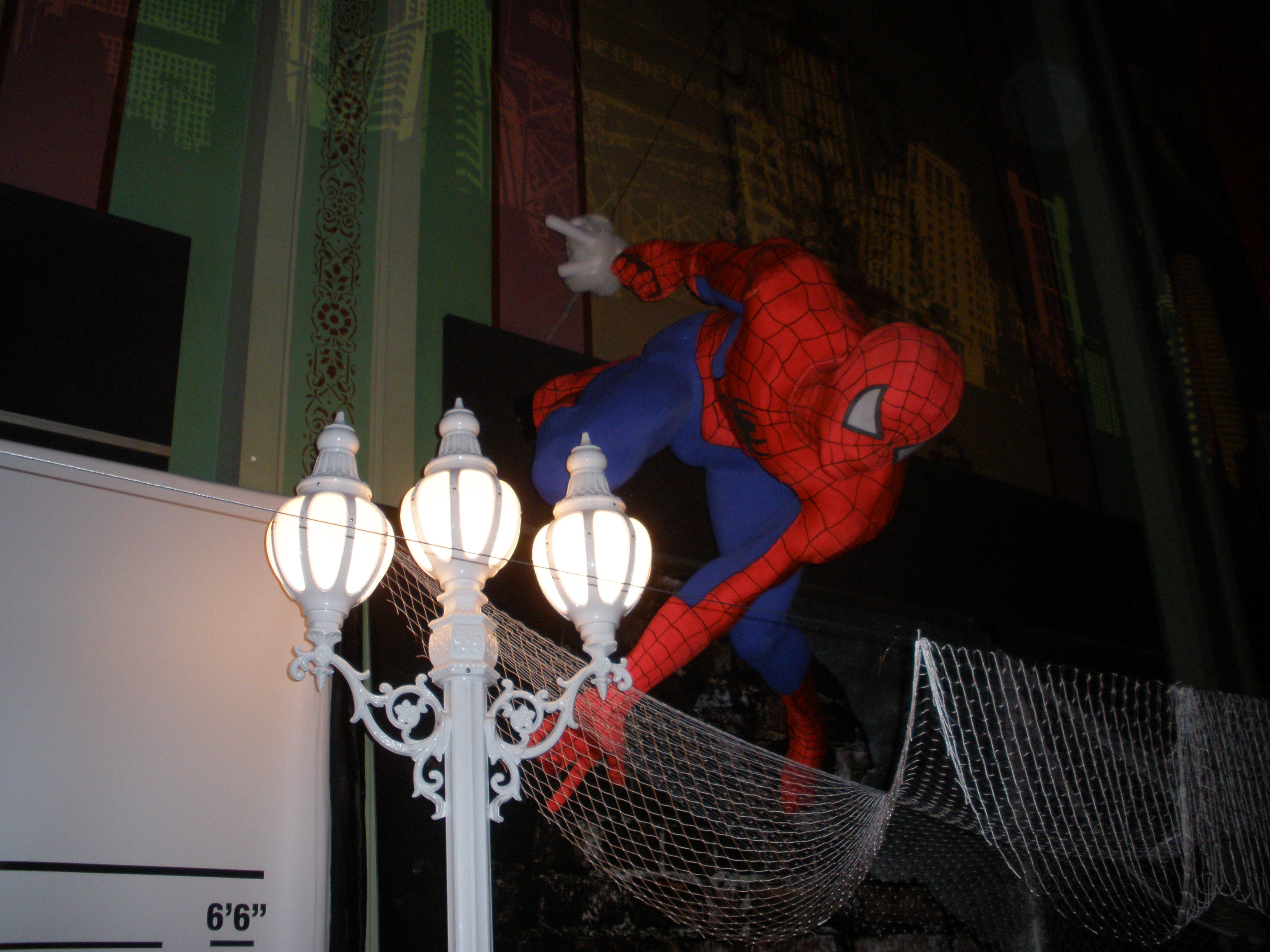
Figura de Spider-Man en la que aparece adherido a una superficie vertical junto a telarañas.

La capacidad intelectual de Parker le ha sido útil para diseñar múltiples dispositivos que tienen un propósito particular para sus andanzas. Por ejemplo, un par de lanzadores de telaraña creada también por él mismo, que van sujetos a sus muñecas y que son «activados al presionar los dedos para tocar unas almohadillas en sus palmas»; pequeños rastreadores arácnidos que «al ser colocados en una persona u objeto pueden transmitir una señal que el héroe es capaz de identificar con su sentido arácnido y así rastrear su origen»; así como un cinturón multiusos para transportar contenedores de fluidos de telaraña, una cámara fotográfica y los rastreadores mencionados previamente. Cabe mencionar que el joven puede modificar el grado de tensión de la telaraña artificial con ayuda de los lanzadores, y esta puede llegar a ser lo suficientemente resistente como para «detener un gran vehículo y sostener a varias personas durante un par de horas, tras lo cual el fluido comienza a disolverse».
En cuanto a las versiones alternativas de Spider-Man, si bien la mayoría comparte rasgos similares a los de Parker, existen algunas que cuentan al menos con una característica distintiva y única. Tal es el caso de Miles Morales, que puede lanzar un fluido de sus manos que puede electrocutar a sus adversarios y desactivar dispositivos electrónicos; Spider-Man Noir, que recurre a técnicas intimidatorias y clandestinas; Spidercide, cuya capacidad de modificar a voluntad la estructura molecular de su organismo le permite estirar sus extremidades, por ejemplo; y Spider-Gwen se distingue por sus habilidades detectivescas.

### Vínculos
El repertorio de aliados y enemigos de Spider-Man es extenso e incluye a otros personajes que, al igual que él, poseen habilidades y poderes sobrehumanos. Tras la muerte de sus padres, Richard y Mary Parker, y de su tío Ben, el joven desarrolla un profundo vínculo con su único familiar con vida, la tía May. Entre sus compañeros de trabajo en el Daily Bugle se encuentran su jefe, J. Jonah Jameson, que suele publicar notas periodísticas negativas sobre el hombre araña; el reportero Ben Urich; y Robbie Robertson quien, a pesar de ser el editor y confidente de Jameson, se considera así mismo un partidario de las hazañas del héroe. Por otra parte, en su círculo de amistades se encuentran Eugene «Flash» Thompson, que al principio acosaba a Peter en la escuela; Harry Osborn, que suele ser señalado dualmente tanto como su mejor amigo como su rival; y Gwen Stacy y Mary Jane Watson, con quienes finalmente desarrolla vínculos amorosos.
Antorcha Humana, Daredevil, Gata Negra, Araña Escarlata, Deadpool, Wolverine, Iron Man y Capitán América son algunos de sus frecuentes aliados con superpoderes. Si bien participó en varias de sus hazañas, Spider-Man nunca se integró al grupo original de Los Vengadores en los cómics, aunque luego habría de incorporarse a Los Nuevos Vengadores, a quienes inclusive habría de financiar durante un tiempo. En cuanto a sus rivales, varios tienen poderes o disfraces reminiscentes de animales tales como Camaleón, Buitre, Lagarto, Escorpión, Rhino, Puma, Tarántula; Escarabajo; y Chacal. Cabe mencionar que algunos villanos tuvieron cierta afinidad hacia el hombre araña en algún momento, tales como Doctor Octopus, que asumió temporalmente el rol de The Superior Spider-Man; el vampiro Morbius y el simbionte Venom, que ayudaron a Parker durante su enfrentamiento contra Carnage; Punisher; Corredor Cohete; y Silver Sable. Otros antagonistas recurrentes son Norman Osborn, padre de Harry cuya identidad secreta es el Duende Verde; Electro; Mysterio; Hobgoblin; Kraven el Cazador; Hombre de Arena; y Kingpin. En ciertos casos, sus enemigos se asocian en agrupaciones como los Enforcers, los Seis Siniestros y los Herederos.

## Recepción
Spider-Man es considerado como uno de los personajes más icónicos de la cultura popular, cuya trascendencia ha llevado a Marvel a catalogarlo como su mascota —por ejemplo, cuando la compañía empezó a cotizar en la Bolsa de Nueva York en 1991, The Wall Street Journal se refirió al suceso como «Spider-Man llega a Wall Street»—, además de ser el superhéroe más redituable de la industria —desde 1962 se han vendido cientos de millones de cómics del hombre araña en todo el mundo—,
 gracias en parte a una campaña de mercadotecnia que incluye una variedad de juegos, juguetes, alimentos y otros numerosos productos. De acuerdo con Bilge Ebiri: «A lo largo de los años, prácticamente todos los superhéroes, incluso los que existieron durante décadas antes del lanzador de telarañas, se han vuelto cada vez más como Spidey, abordando más problemas de la vida real, intentando conectar más con la audiencia y expandiendo sus vidas emocionales».
El historiador y editor de cómics Paul Kupperberg, en su libro The Creation of Spider-Man, sugirió que si bien los superpoderes del héroe arácnido «no tienen nada original», lo que lo vuelve auténtico es su identidad como «un estudiante nerd de high school», cuyas vivencias incluyen «altas dosis de seriales televisivos y melodrama». Lo anterior supuso una «revolución en los cómics», ya que la imagen de Spider-Man como «el superhéroe imperfecto con problemas cotidianos» contrastó notablemente con el estándar de la industria, y cambió la percepción de la audiencia sobre estos personajes a la par de otras publicaciones similares como The Incredible Hulk, Los 4 Fantásticos y X-Men. Las ventas globales de productos relacionados con Spider-Man en 2014 casi ascendieron a los 1,3 mil millones USD, lo cual equivale a las ganancias combinadas de la mercancía comercializada de Batman, Superman y los Vengadores. Estas cifras han llevado a la franquicia a ser una de las más exitosas, cuyas ventas en 2018 se estimaron en 25,6 mil millones en todo el mundo.

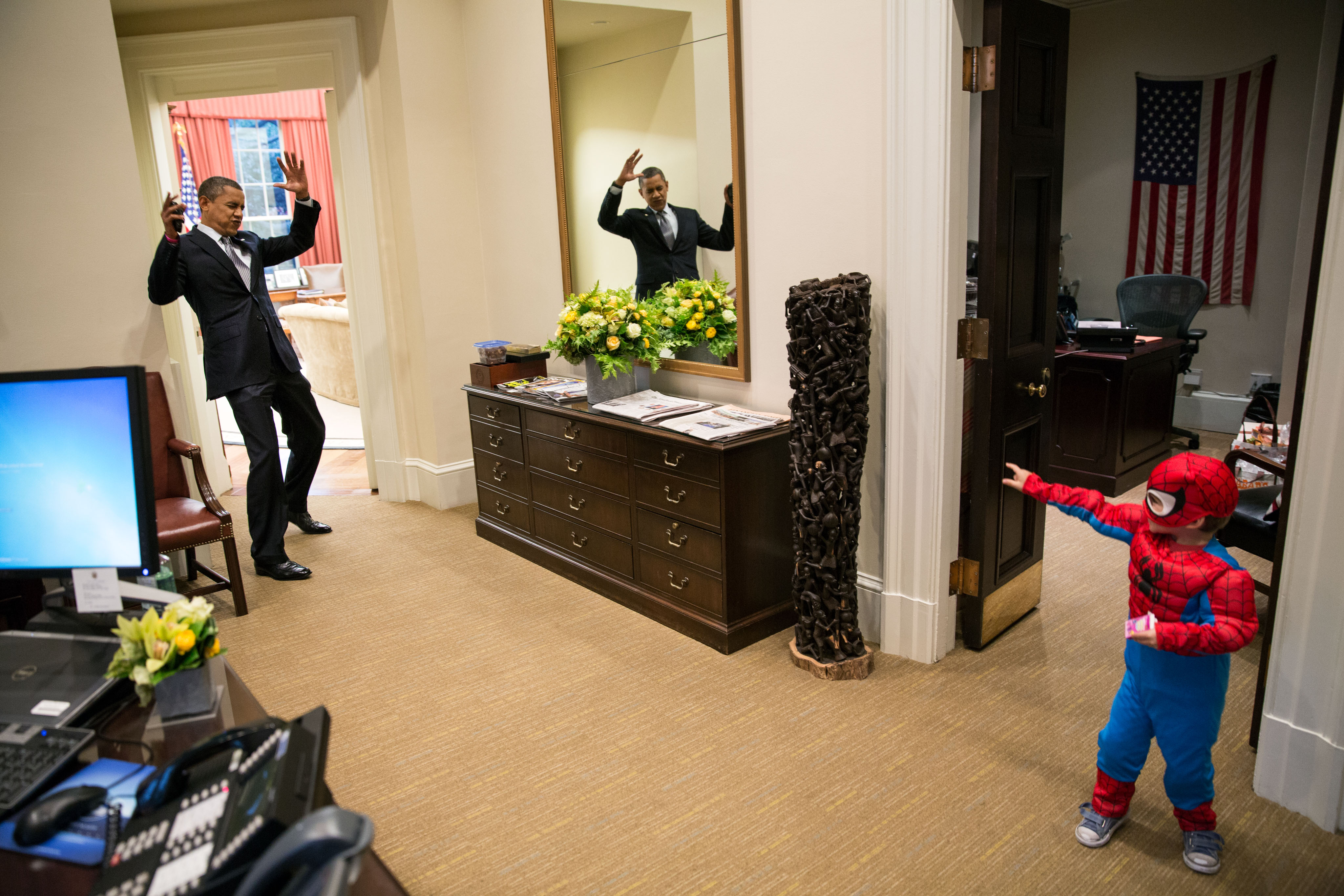
Barack Obama junto a un niño disfrazado de Spider-Man en la Casa Blanca en 2012.

La recepción del público ha sido generalmente favorable y constantemente aparece listado como uno de los mejores personajes de todos los tiempos; por ejemplo, el canal televisivo Bravo lo situó en el primer puesto de su reportaje sobre personajes televisivos en 2005, de manera similar a la revista Empire, que en el mismo año lo escogió como el quinto mejor personaje de cómics, por detrás de Wolverine, John Constantine, Batman y Superman, respectivamente. Otras publicaciones que han destacado a Spider-Man son Wizard, IGN, y Comic Book Resources. En opinión de IGN, el hombre araña «es uno de los superhéroes más divertidos y sarcásticos que existen», cuyas «icónicas poses» podrían ser catalogadas como «el sueño de un buen artista [gráfico]», de acuerdo con Empire. Por otra parte, George Marston, de Newsarama, resaltó la historia de los orígenes del personaje como la mejor de todos los tiempos, debido a que «combina a la perfección todos los más clásicos aspectos de pathos, tragedia y maravilla». Asimismo, las publicaciones del héroe se han hecho acreedoras a reconocimientos, entre los cuales se incluyen un premio Alley por Amazing Fantasy n.º 15 en 1962; y un galardón Eisner en 2019 por Peter Parker: The Spectacular Spider-Man n.º 310.
La influencia de Spider-Man en la cultura popular ha persistido con el transcurso del tiempo. Por ejemplo, la revista Gekkan Shōnen Magazine publicó entre 1970 y 1971 una serie protagonizada por un personaje japonés con habilidades similares a Spidey, y cuyo alter ego era Yu Komori. Casi un par de décadas después, analistas de la Universidad Loyola Chicago llevaron a cabo un estudio en 1987, con la intención de valorar la utilidad de los cómics del personaje en la educación a niños y padres sobre temas relacionados con el abuso infantil. John Romita Sr. usó la imagen del hombre araña para diseñar los globos que desfilaron en los Macy's Thanksgiving Day Parade entre 1987 y 1998, y, posteriormente la revelación de su identidad secreta estuvo sujeta a una considerable cobertura en los medios, e inclusive New York Post le dedicó un reportaje especial antes de su distribución al público. De manera similar, la jueza Elena Kagan de la Corte Suprema de los Estados Unidos realizó múltiples referencias al héroe arácnido durante un caso de 2015 relacionado con las regalías de la patente de un lanzador de telaraña.

## Apariciones en otros medios
Además de los cómics, Spider-Man ha aparecido en una variedad de producciones que incluyen dibujos animados, películas, videojuegos, libros para iluminar e infantiles, novelas, títulos radiofónicos y atracciones de parques temáticos. Sus apariciones televisivas se remontan a la serie animada Spider-Man (1967–1970), transmitida por ABC. Desde entonces se han producido otros varios programas para televisión entre los cuales se encuentran The Amazing Spider-Man, cuya difusión estuvo a cargo de la cadena CBS y la interpretación recayó en el actor Nicholas Hammond; y una serie homónima japonesa perteneciente al género tokusatsu, producida por Toei Company y transmitida por TV Tokyo. El estreno de ambos programas ocurrió a finales de los años 1970, por lo que se trata de las primeras personificaciones con imágenes reales de Spider-Man. El resto de producciones animadas para televisión que están protagonizadas por Spider-Man son Spidey Super Stories (1974–1977), Las nuevas aventuras de Spider-Man (1981–1982), Spider-Man and His Amazing Friends (1981–1983), Spider-Man (1994–1998), Spider-Man Unlimited (1999–2000), Spider-Man: The New Animated Series (2003), The Spectacular Spider-Man (2008–2009), Ultimate Spider-Man (2012–2017), Spider-Man (2017–2020) y Marvel's Spidey and His Amazing Friends (2021). Cabe resaltar que el personaje también ha aparecido en otros programas y series de televisión ya sea como personaje secundario o de forma esporádica, como es el caso de The Avengers: Earth's Mightiest Heroes (2012) y Los Vengadores unidos (2013).
Un par de décadas después de las series con imágenes reales, Tobey Maguire personificó a Spider-Man en una trilogía cinematográfica dirigida por Sam Raimi y distribuida por Sony, y conformada por las cintas Spider-Man (2002), Spider-Man 2 (2004) y Spider-Man 3 (2007). Si bien se tenía considerada una cuarta película a cargo de Raimi, Sony prefirió un reinicio de la serie que derivó en la producción de dos nuevas películas, The Amazing Spider-Man (2012) y The Amazing Spider-Man 2: Rise of Electro (2014), bajo la dirección de Marc Webb y protagonizadas por Andrew Garfield. Finalmente Sony llegó a un acuerdo con Disney en 2015 para incluir a Spider-Man en el Universo cinematográfico de Marvel, lo que significó que Tom Holland fuese elegido para interpretar una versión más joven del héroe a partir de Capitán América: Civil War (2016). Desde entonces, Holland lo ha personificado en Spider-Man: Homecoming (2017), Avengers: Infinity War (2018), Avengers: Endgame (2019), Spider-Man: lejos de casa (2019), y Spider-Man: No Way Home (2021). Cabe mencionar que Jake Johnson y Chris Pine prestaron sus voces para interpretar a Spider-Man en la cinta animada Spider-Man: Un nuevo universo (2018).
Otros medios en los que aparece el personaje son la trilogía de novelas distribuidas por Pocket Books en los años 1970 e integrada por Mayhem in Manhattan, Crime Campaign y Murder Moon, de la autoría de Len Wein y Marv Wolfman, y Paul Kupperberg en el caso de las últimas dos, respectivamente. También se incluye en esta categoría una variedad de libros infantiles como los publicados por DK Publishing, y una tira de prensa producida por Marvel en 1971 cuya distribución se extendió hasta 2019. Entre 1995 y 1996 se transmitió en BBC Radio 1 un programa radiofónico de Spider-Man coproducido por Brian May, mientras que en junio de 2011 se llevó a cabo la primera escenificación de un musical de Broadway, Spider-Man: Turn Off the Dark, cuyas melodías corrieron a cargo de Bono y The Edge. En el ámbito artístico, Spider-Man ha servido de inspiración para obras de artistas contemporáneos como Andy Warhol, Roy Lichtenstein, Mel Ramos, Dulce Pinzón. Mr. Brainwash y F. Lennox Campello.
Parker Brothers lanzó el primer videojuego del personaje, Spider-Man, en 1982 para la plataforma Atari 2600. Desde entonces se han producido múltiples juegos virtuales de distintos géneros y para diferentes videoconsolas, entre los cuales se incluyen The Amazing Spider-Man (1990), el arcade Spider-Man: The Video Game (1991), Spider-Man: Return of the Sinister Six (1992), Spider-Man and Venom: Maximum Carnage (1994), Spider-Man (2000), Ultimate Spider-Man (2005), Spider-Man: Shattered Dimensions (2010), Spider-Man (2018) y Spider-Man: Miles Morales (2020). De forma similar a los programas televisivos, el héroe ha aparecido en otros juegos como personaje secundario, como es el caso de Marvel vs. Capcom 2: New Age of Heroes (2000) y Lego Marvel Super Heroes (2013). Adicionalmente el parque temático Universal's Islands of Adventure contiene el simulador «The Amazing Adventures of Spider-Man» desde 1999, mientras que Walt Disney Imagineering se encuentra desarrollando una atracción parecida para los parques Disney California Adventure Park y Walt Disney Studios Park.